# Баграт III од Грузије
Баграт III од Грузије (око 960 - 7. мај 1014) члан грузијске династије Багратиони, краљ Абхазије од 978 (као Баграт II) и краљ Грузије од 1008. па надаље. Као и други грузијски монарси, познат је по својој монархијској титули mepe (მეფე).
Он је ујединио ова два наслова династичке баштине, а освајањем и дипломацијом, додао још неке земље свом краљевству, те тиме ефикасно постао први краљ који је владао јединственим грузијским краљевством. Пре него је крунисан за краља, владао је као династ у Картлији од 976 до 978 године. Надгледао је изградњу катедрале Баграти у Кутаисију у западној Грузији. Катедрала је уврштена на УНЕСКО-в попис Светске културне баштине.
Рођен је око 960. године као син Гургена, принца Картлије из династије Багратиони и његове жене Гурандукхт, кћери краља Гиоргија II од Абхазије. Као још малољетног, усвојио га је рођак Давид III Куропалат, који није имао деце. У то време, Давид је био најмоћнији владар на Кавказу.
Абхашко краљевство било је под влашћу Теодозија III Слепог, немоћног краља који је био Багратов ујак. Краљевство ја запало у хаос и ратове међу феудалцима. Користећи ситуацију, принц Квирике II од Кахетије (939-976), која је тада најисточнија регија Грузије, упада у Картлију, дотада под влашћу абхашких краљева и опседа у стени уклесано упориште Уплисцихе. Јоане Марусхис, енергични гувернер (eristavi) Картлије, позвао је 976. Давида од Таоа да преузме контролу над покрајином или да га да Баграту у наследни посед. Давид је енергично одговорио и Кахетијци су се морали повући како би избегли сукоб.